# Henry Silva
Henry Silva (Nova Iorque, 15 de setembro de 1926 – Los Angeles, 14 de setembro de 2022) foi um ator norte-americano.
Nascido no Brooklyn, Nova Iorque, seus pais são de origem siciliana e hispânica. Estudou no Actors Studio e integrou de mais de 130 produções, entre filmes e episódios de séries de televisão.
Atuou costumeiramente como coadjuvante em papéis étnicos ou vilões como The Tall T, The Bravados, Green Mansions, Johnny Cool ou The Manchurian Candidate, assim como no assalto a cassinos em Ocean's Eleven e na comédia Cinderfella. No final dos anos 60 passou a trabalhar em filmes europeus, especialmente da Itália.

## Morte
Silva morreu em 14 de setembro de 2022, aos 95 anos de idade, em um hospital em Woodland Hills, Los Angeles.